# 曼陀羅族
曼陀羅族（Datureae）是茄科茄亞科下的一個族。

## 成員屬別
- 曼陀罗属 Datura L.
- 木曼陀罗属 Brugmansia Pers.
- Trompettia（英语：Trompettia）

## 外部連結
维基共享资源上的相關多媒體資源：曼陀羅族
 維基物種上的相關：曼陀羅族